# Cyrtoxipha pernambucensis
Cyrtoxipha pernambucensis är en insektsart som beskrevs av Rehn, J.A.G. 1920. Cyrtoxipha pernambucensis ingår i släktet Cyrtoxipha och familjen syrsor. Inga underarter finns listade i Catalogue of Life.